# Лёйпен, Эдмонд Сибрандус
Эдмонд Сибрандус Лёйпен (нидерл. Edemond Sijbrand Luijpen, 3 июня 1855 года, Hoofdplaat, Нидерланды — 2 мая 1923 года, Джакарта, Голландская Ост-Индия) — католический прелат, пятый апостольский викарий Батавии с 21 мая 1898 года по 2 мая 1923 года. Член монашеского ордена иезуитов.

## Биография
После изучения богословия и философии был рукоположён 7 июня 1879 года в священники. Продолжил обучение в Регенсбурге, где получил научную степень по церковной музыке. 26 сентября 1883 года вступил в орден иезуитов. В 1889 году прибыл в Голландскую Ост-Индию. С 1891 года служил в Маумере.
21 мая 1898 года папа римский Лев XIII назначил титулярным епископом Оропуса и апостольским викарием Батавии. 13 ноября 1898 года в Ауденбосе состоялось его рукоположение в епископы, которое совершил епископ Бреды Бредус Лёйтен в сослужении с епископом Хертогенбоса Вильгельмом ван де Веном.
Занимался строительством храмов на острове Ява. Построил первый собор в Джакарте, который был освящён в апреле 1901 года (разрушен во время землетрясения в апреле 1980 года). На тот момент этот храм высотой около 60 метров был самым высоким зданием в городе.
В 1918 году рукоположил в епископы апостольского викария Голландского Борнео Яна Пацификуса Боса. Во время его руководства в Джакарте была открыта больница Святого Карла Борромео.
Умер в мае 1923 года в больнице Карла Борромео в Джакарте.